# Доброслав Парага
Доброслав Парага (Загреб, 9. децембар 1960) је хрватски десничарски политичар. Био је први председник Хрватске странке права, након што је странка поново успостављена 1991. године. Године 1993. основао је Хрватску странку права 1861 након политичког разлаза са Антом Ђапићем.

## Позадина
У својим раним данима Парага се залагао за отцепљење Хрватске од Југославије што је довело до прогона од стране комунистичких власти.
Када је у Хрватској успостављен вишестраначки систем, у почетку се придружио Хрватској демократској заједници (ХДЗ) Фрање Туђмана. Међутим, ангажовање у партији јасно је указало на то да постоје варијације у осећањима међу њеним члановима.
Парага је осетио да ХДЗ није радикална странка коју је очекивао, па се странка поделила. Он и делегација радикалних истомишљеника формирали су Хрватску странку права (ХСП). Његова странка је формирала сопствени одред, Хрватске одбрамбене снаге (хрв. Hrvatske obrambene snage; ХОС).
У интервјуу 2000. године  Парага је навео да је његова странка "за Хрватску до Дрине, а за Босну и Херцеговину до Јадрана". Парага и ХСП су се надали да ће постати главни политички фактор пре председничких и парламентарних избора 1992. године, али се те наде нису оствариле. ХСП јесте ушао у Хрватски сабор, а Парага је био четврти међу председничким кандидатима, али је било јасно да је странка далеко од циља. Још један ударац уследио је у виду велеиздаје против Параге и његовог сарадника Анте Ђапића, којима је одузет посланички имунитет. Те оптужбе су на крају одбачене, али је најтежи ударац за Парагу дошао када се Ђапић окренуо против њега и преузео водство ХСП-а на страначкој конвенцији 1993. године у Кутини. Парага је оптужио Ђапића да је у дослуху са Туђманом и покушао на суду да поврати вођство странке.
Након неуспеха настојања и другог разлаза са члановима партије, Парага је 1995. основао странку под називом Хрватска странка права 1861, тврдећи да је прави потомак странке из 19. века у Аустроугарској.